# Éric Drouglazet
Éric Drouglazet, né le 16 novembre 1967 à Saint-Jean-de-Luz, est un navigateur et un skipper professionnel français.

## Biographie
Il habite Trégunc.

## Palmarès
- 1987 : Vainqueur du Tour du Finistère à la voile
- 1988 : Vainqueur du Tour du Finistère. Vainqueur Spi Ouest France.
- 1989 : Vainqueur du Tour du Finistère. Vainqueur toutes classes de la course Britannique Cowes_Dinard. Vainqueur Spi Ouest France.
- 1991: Vainqueur de la Transgascogne  6.50 solitaire en proto. 2e  6.50 en double en proto.
- 1993: Vainqueur de la sélection Skipper Elf Aquitaine sur Figaro. Vainqueur classement des bizuths solitaire du Figaro et 7e du général. Vainqueur de l'Obélix Trophy. Vainqueur du championnat de France Figaro équipage Crouesty.
- 1994: Vainqueur du GP solo de Brest Figaro. Vainqueur du championnat division 2 en match racing.
- 1996 : Vainqueur Solitaire de Porquerolles Figaro.
- 1997: Détenteur du record de vitesse Vendée Défi. 2e de la Porquerolle solo. 2e du GP Solo Figaro de Perros Guirec.
- 1998 : 2e de la Solitaire du Figaro[2], Vice Champion de France Elite en solitaire. 2e  Porquerolle solo Généralie. 2e GP solo Figaro Dunkerque.
- 1999 : 2e de la Solitaire du Figaro[2], champion de France Elite de course au large en solitaire, Vainqueur GP solo Figaro Dunkerque. Vainqueur GP solo Figaro St Gilles. Recordman Vendée défi solo.
- 2000 : Vainqueur GP solo Figaro du Ponant
- 2001 : Vainqueur de la Solitaire du Figaro[2], champion de France Elite de course au large en solitaire, Vainqueur Spi Ouest France équipage. Vainqueur GP solo Figaro du Ponant
- 2002:  Vice Champion de France Elite en solitaire.
- 2005 :  Vainqueur de la Transat en solitaire St Nazaire_Cuba BPE sur Figaro.
- 2006 : Vice Champion de France Elite en solitaire.
- 2008 :  Vainqueur championnat de France Dragon. 2e championnat de Grande-Bretagne de Dragon.
- 2009 :  Vainqueur tour de Bretagne Figaro.
- 2011 : Vainqueur de la Transat Jacques-Vabre : Le Havre / Puerto Limón (Costa Rica).
- 2012 : 4e de la Transat La Solidaire du Chocolat : Nantes - Saint-Nazaire / Progreso dans la province du Yucatán au Mexique.
- 2019: 3 ème place toute classes  Meaddle Sea race sur TP 52. 3 ème place toute classes Rolex Giraglia sur TP 52
- 2022:  Vainqueur classement IRC,UNCL Méditerranée. Vainqueur SNIM, vainqueur Porquerolles cup, 3 ème place toute classes Giraglia sur TP 52.
- 2023: Vainqueur SNIM, vainqueur de Porquerolles cup sur TP52
- Vainqueur de 5 étapes de la solitaire du Figaro.
- Chef de quart sur la course autour du monde Witbread.